# Петрова-Воробьёва, Анна Яковлевна
Анна Яковлевна Петро́ва-Воробьёва (14 февраля 1817, Санкт-Петербург — 26 апреля 1901, Санкт-Петербург) — русская оперная певица (контральто), артистка Мариинского театра, супруга и сценический партнёр Осипа Петрова.

## Биография
Родилась в семье репетитора хоров Императорских петербургских театров. Окончила Петербургское театральное училище сначала в балетном классе у Ш. Дидло, позже в классе пения у А. Сапиенцы и Г. Ломакина, совершенствовалась у Катерино Кавоса и М. И. Глинки.
В 1838 году, уже будучи солисткой Петербургской оперы, она вышла замуж за оперного певца Осипа Петрова и стала выступать под двойной фамилией — Петровой-Воробьёвой.
Ещё будучи ученицей театрального училища, в 1833 году, дебютировала на оперной сцене в партии Пиппо («Сорока-воровка» Джоакино Россини), позднее выступила в партии Ритты («Цампа, морской разбойник, или Мраморная невеста» Фердинанда Герольда). Несмотря на успех, по окончании училища была определена по указанию директора Императорских театров А. Гедеонова в хористки Петербургской оперы, выступая в драмах, водевилях, различных дивертисментах. Однако её педагог и одновременно капельмейстер театра Кавос очень скоро выдвинул её в солистки, поручая основные партии. Только благодаря настойчивым хлопотам Кавоса она выступила 30 января 1835 года в партии Арзаче, после чего была зачислена солисткой Императорской оперы.
8 апреля 1836 года выступила в роли невольницы в драме «Молдавская цыганка, или Золото и кинжал» К. Бахтурина, где в начале 3-й картины исполнила арию с женским хором, написанную М. Глинкой специально к постановке.
Из-за большой голосовой нагрузки в мужской партии в опере Винченцо Беллини «Пуритане» певица сорвала голос и была вынуждена в 1845 году оставить сцену, хотя официально продолжала числиться в оперной труппе до 1850 года.
В преклонном возрасте она ослепла.
Была похоронена на Смоленском православном кладбище, рядом с мужем; в 1909 году на их могиле было открыто общее надгробие, портретный барельеф Воробьёвой-Петровой был исполнен Леонидом Позеном по оригиналу брюлловского портрета. В 1936 году останки супругов Петровых были перенесены в Александро-Невскую лавру на Тихвинское кладбище — Некрополь мастеров искусств с установкой нового памятника (при этом надгробие с прежнего захоронения сохранилось на Смоленском кладбище).

## Творчество
По свидетельству «Театральной энциклопедии», Михаил Глинка изначально на неё сочинял партию Вани в опере «Жизнь за царя».
«Под руководством Глинки она разучила и превосходно передавала роль Вани в „Жизни за царя“. Очарованный её исполнением, Глинка написал специально для неё новую сцену у монастыря, ставшую впоследствии одним из выигрышных моментов партии» (цитирование по: Воробьева Анна Яковлевна (Петрова) // Биографический словарь. — 2000.). Это стало своеобразным свадебным подарком от Глинки и автора либретто Кукольника ещё собирающимся пожениться жениху Осипу Петрову, готовящему партию Сусанина, и его невесте, которой выпала тогда довольно короткая партия Вани, причем «подарок» был сочинён буквально за одни сутки (см. Анна Петрова-Воробьева). Премьера оперы прошла 27 ноября (9 декабря по ст.стилю) 1836 год в петербургском Большом театре.
Обладала голосом феноменальной, редкой красоты и силы, «бархатного» тембра и широкого диапазона (две с половиной октавы от фа малой до си-бемоль второй октавы), могучим сцен. темпераментом, владела виртуозной вокальной техникой. «Голос Воробьевой был одним из самых необычайных, изумительных контральто в целой Европе: объём, красота, сила, мягкость — все в нём поражало слушателя и действовало на него с неотразимым обаянием», — писал В. Стасов (Избр. соч., т. 1,1952, с. 285; цитирование по: Воробьева Анна Яковлевна (Петрова) // Биографический словарь. — 2000.).
«Литературная газета» (1840, 14 февреля) писала про певицу: «Она только лишь выйдет, сейчас вы заметите великую актрису и вдохновенную певицу. В эту минуту каждое её движение, каждый пассаж, каждая гамма проникнуты жизнию, чувством, художническим одушевлением. Её магический голос, её творческая игра равно просятся в сердце каждого холодного и пламенного любителя» (цитирование по: Воробьева Анна Яковлевна (Петрова) // Биографический словарь. — 2000.).
Художник Карл Брюллов, в 1840 году услышав голос певицы, пришёл в восторг и, по его признанию, «не мог удержаться от слез…» (цитирование по: Воробьева Анна Яковлевна (Петрова) // Биографический словарь. — 2000.).

### Репертуар
Основные оперные партии: Ваня, 1-я исполнительница («Жизнь за царя»); Параша, 1-я исполнительница («Параша Сибирячка» Д. Струйского); Ратмир, 1-я исполнительница, но в самый премьерный спектакль заболела (её неудачно заменила молодая певица однофамилица А. Н. Петрова) и выступила только в 3-м представлении, в «Руслане и Людмиле»; Адальджиза в «Норме»; Пиппо в «Сороке-воровке»; Танкред («Танкред»), Бригитта («Черное домино, или Таинственная маска»); Арзаче («Семирамида» Россини); Ромео («Капулетти и Монтекки» Беллини). В 1844 год, ввиду звучности и обширности нижнего регистра её контральто, ей была поручена мужская баритоновая роль Ричарда в опере «Пуритане».
Концертный репертуар включал произведения композиторов: Дж. Мейербера, В. А. Моцарта, М. Глинки (который сам ей аккомпанировал), А. Даргомыжского, М. Мусоргского. Мусоргский посвятил певице песню Марфы «Исходила младешенька» из оперы «Хованщина» (1873) и «Колыбельную» (№ 1) из цикла «Песни и пляски смерти» (1875).
Среди партнеров по сцене были выдающие певцы времени: её супруг Осип Петров, Сергей Байков, Леон Леонов, Андрей Лодий, Мария Степанова, Мария Шелехова-старшая.

## Воспоминания
Воспоминания о М. И. Глинке (по поводу 500-го представления «Жизни за Царя»), опубликованы в 1880 году в «Русской Старине», Т. 27, март. Эти же воспоминания вошли в сборник: Глинка в воспоминаниях современников. — М., 1955. С. 169—173.